# Lucas Mugni
Lucas Andrés Mugni (Santa Fé, 12 de janeiro de 1992) é um futebolista argentino que atua como meio-campista. Atualmente defende o Ceará.

## Carreira

### Início
Mugni começou sua carreira no Gimnasia Citadel Club, em Santa Fé aos 5 anos. Logo passou a jogar no Club Atlético Colón aos nove anos de idade, onde jogou nas categorias de base até a primeira divisão. Jogador no começo da sua carreira era dado como grande promessa.

### Colón
Com 18 anos chegou ao time principal, fazendo sua estreia no dia 2 de maio de 2010, vestindo a camisa 40 num empate sem gols contra o Atlético Tucumán. Com a chegada do técnico Roberto Sensini, o meia passou a ter boas atuações e ganhou uma vaga no time titular, recebendo assim a camisa 10. Marcou seu primeiro gol no dia 25 de março de 2012, numa vitória por 3 a 0 no Independiente, em partida válida pelo Campeonato Argentino.
Na Copa Sul-Americana, Lucas marcou seu primeiro gol no contexto internacional contra o Racing Club. Ainda em 2012, o jogador foi procurado pelo Santos para substituir o meia Ganso que havia sido negociado com o São Paulo, mas a negociação não andou devido aos altos valores pedido pelo time argentino. Mugni também havia despertado interesse de três grandes europeus, o Milan, a Juventus e o Atlético de Madrid. O Real Madrid também enviou olheiros para acompanhar o jovem talento argentino.
No total, disputou 75 partidas e marcou seis gols com a camisa santafesina.

### Flamengo
Depois de o Athletico Paranaense ser cogitado como provável destino, Lucas foi confirmado como o segundo reforço estrangeiro do Flamengo em 2014, numa transação de cerca de 1.250.000 dólares e 10% de uma futura venda do jogador. Mugni assinou um contrato de 4 anos com o clube do Rio de Janeiro.
No dia 5 de fevereiro, realizou sua estreia pelo Flamengo numa goleada por 5 a 2 contra o Boavista, ao ser substituído, Mugni saiu ovacionado pela torcida por ser um dos destaques do Rubro-Negro em campo. Marcou seu primeiro gol pelo Flamengo na goleada por 5 a 3 diante da Cabofriense. Em outra partida contra a Cabofriense marcou dois gols na vitória por 3 a 1.
Na terceira rodada do Brasileirão, na partida Flamengo 4 a 2 Palmeiras, Mugni entrou em campo no segundo tempo, e mudou o cenário da partida a favor do Flamengo, dando 2 passes para gol (sendo um deles um lindo toque de calcanhar).
| “ | Não que o Mugni seja espetacular, mas deu um mínimo de acerto de passes. É um jogador de lampejos, tem que dar um tempo para saber até onde irá chegar. | ” |

Em agosto, Mugni quase foi negociado com o Al Rayyan, do Catar. O Flamengo chegou a aceitar o acordo, e a contratação era dada como certa no Catar. Mugni, porém, recusou a proposta, optando por permanecer em um mercado de maior visibilidade, apostando em uma melhor sequência do time na temporada.
Diante do Criciúma voltou a marcar de pênalti na vitória por 2 a 0, em partida válida pelo Campeonato Brasileiro. Marcou novamente na vitória por 3 a 2 diante do Coritiba.
Segundo estatísticas do GloboEsporte.com, até a 28ª rodada do Brasileirão 2014, ele era o jogador que mais minutos havia atuado saindo do banco de reservas na Série A (este fato já havia acontecido, também, na 11a rodada).
Em 2015, a diretoria resolveu mudar a numeração de sua camisa. Ao invés da 10, Mugni passou a vestir a camisa 11.
No esquema da rotatividade implantado por Vanderlei Luxemburgo em 2015, Mugni ganhou sua oportunidade e foi titular contra Friburguense e Volta Redonda, vitórias por 2 a 0 e 2 a 1, respectivamente, pelo Campeonato Carioca, mas novamente não convenceu os torcedores e ouviu vaias das arquibancadas.
Por conta dos desempenhos não tão bons com a camisa rubro-negra até então, o técnico Vanderlei Luxemburgo começou a escala-lo, em treinos, como volante. Juninho Pernambucano, em uma transmissão da Globo, já havia sugerido que seria uma boa Mugni atuar nessa posição, visto que ele possui "boa visão de jogo e um bom passe".
| “ | "Quem vem aqui todo dia percebeu que coloquei o Lucas Mugni como volante em três treinos. E ele foi muito bem. De repente dois passos para trás vai fazer muito bem para ele. Treinou muito bem." | ” |

Sua terceira chance como titular no ano foi atuando justamente nesta nova posição. Diante do Nova Iguaçu, teve boa atuação, distribuindo bem o jogo e concluindo jogadas.
Em abril de 2015, o Athletico Paranaense entrou em contato com a diretoria carioca, por mais de uma vez, manifestando novamente o interesse no atleta. Porém, entusiasmado com a dedicação do argentino nos treinamentos, e com a boa partida que fez diante do Salgueiro-PE, pela Copa do Brasil (novamente atuando como volante), o técnico Vanderlei Luxemburgo decidiu bancar sua permanência na Gávea.
| “ | Com a força física, a técnica que tem, o tamanho dele... Se vier de trás, organizar jogo, ver o que está acontecendo, não tenha dúvidas que vou trabalhar com ele. O torcedor não deve vê-lo mais como um 10, isso não existe. Será um segundo volante, no máximo um terceiro na linha de três. Ele gostou da ideia. | ” |

Tudo indicava sua saída para o Athletico Paranaense, mas em 03 de agosto, Mugni aceitou a proposta do Newell's Old Boys, clube de Rosário, onde ficou - por empréstimo - até julho de 2016. Até então, o jogador tinha contrato com o Fla até dezembro de 2016 (já que o máximo permitido para um estrangeiro é um contrato de dois anos). Em Fevereiro de 2016, o Fla utilizou-se de uma cláusula no contrato, e renovou seu vinculo com o atleta até janeiro de 2018. Mugni tem 51 jogos pelo Flamengo e cinco gols. Em 2015, porém, atuou 12 vezes, apenas três iniciando como titular.

### Newell's Old Boys
Mugni fez seu primeiro treino com os novos companheiros no dia 6 de julho de 2015. Nove dias depois, fez sua estreia pelo clube rosarino diante do Tigre.
Marcou seu primeiro gol defendendo o Newell's num amistoso disputado dia 14 de novembro de 2015, diante da equipe do Defensores de Villa Ramallo.
Terminou o ano de 2015 tendo disputado 13 partidas oficiais, sendo 10 como titular.

### Rayo Majadahonda
Em 17 de março de 2017, Mugni assinou com o Rayo Majadahonda, da Espanha.

### Sport
No dia 30 de dezembro de 2019, Mugni foi anunciado pelo Sport, assinando até dezembro de 2020. Marcou seu primeiro gol com a camisa do Leão no dia 1 de fevereiro de 2020, no empate por 1 a 1 com o Vitória, em partida válida pela Copa do Nordeste. Na ocasião, o argentino balançou as redes cobrando um pênalti com cavadinha.
No dia 14 de setembro, em sua primeira partida como titular, Mugni fez seu segundo e último gol com a camisa do Sport, sendo esse o gol que salvou o Leão da derrota e garantiu o empate por 2 a 2 com o Palmeiras, válido pela 10ª rodada do Brasileirão, no Allianz Parque.
Com o contrato vencendo no dia 31 de dezembro e com conversas de renovação contratual se estendendo por mais de um mês, o jogador não chegou a um acordo na parte salarial com o clube, tendo deixado o Sport no dia 30 e voltado à Argentina. Atuou ao todo em 38 jogos, marcando dois gols e dando três assistências.

### Gençlerbirligi
Após ficar sem clube, Mugni foi anunciado como reforço do Gençlerbirligi, da Turquia, no dia 29 de janeiro de 2021, assinado por duas temporadas.

### Bahia
Ainda em 2021, teve a sua contratação oficializada pelo Bahia no dia 17 de julho, assinando até final de 2022.
Permaneceu no Tricolor por três temporadas, somando 98 jogos pelo clube baiano, oito gols marcados e oito assistências.[carece de fontes?]

### Ceará
Em dezembro de 2023, foi anunciado como novo reforço do Ceará para a temporada de 2024.
Após 46 partidas disputadas, com três gols marcados e 10 assistências no ano de 2024, sendo um dos principais jogadores na campanha de acesso do Vozão à Série A do Campeonato Brasileiro, o jogador argentino atingiu cláusulas de renovação automática estabelecidas, prorrogando assim o seu contrato até o final de 2025.

## Seleção Argentina

### Sub-17 e Sub-20
Lucas Mugni foi convocado para a Seleção Sub-17 da Argentina, mas teve uma curta passagem com apenas dois jogos disputados. Já pela Sub-20, o meia disputou uma partida e marcou um gol.

### Principal
Mugni chegou a ser convocado para o Superclássico das Américas de 2012, mas não atuou em nenhum dos dois jogos.

## Estatísticas
Atualizadas até 4 de abril de 2021

### Clubes
| Clube             | Temporada         | Campeonato nacional | Campeonato nacional | Campeonato nacional | Copa nacional[a] | Copa nacional[a] | Copa nacional[a] | Competições continentais[b] | Competições continentais[b] | Competições continentais[b] | Outros torneios[c] | Outros torneios[c] | Outros torneios[c] | Total | Total | Total   |
| Clube             | Temporada         | Jogos               | Gols                | Assist.             | Jogos            | Gols             | Assist.          | Jogos                       | Gols                        | Assist.                     | Jogos              | Gols               | Assist.            | Jogos | Gols  | Assist. |
| ----------------- | ----------------- | ------------------- | ------------------- | ------------------- | ---------------- | ---------------- | ---------------- | --------------------------- | --------------------------- | --------------------------- | ------------------ | ------------------ | ------------------ | ----- | ----- | ------- |
| Colón             | 2008–10           | 1                   | 0                   | 0                   | —                | —                | —                | —                           | —                           | —                           | —                  | —                  | —                  | 1     | 0     | 0       |
| Colón             | 2010–11           | 5                   | 0                   | 0                   | —                | —                | —                | —                           | —                           | —                           | —                  | —                  | —                  | 5     | 0     | 0       |
| Colón             | 2011–12           | 16                  | 1                   | 4                   | 1                | 0                | 0                | —                           | —                           | —                           | —                  | —                  | —                  | 17    | 1     | 4       |
| Colón             | 2012–13           | 32                  | 3                   | 1                   | 1                | 0                | 0                | 4                           | 2                           | 1                           | —                  | —                  | —                  | 37    | 5     | 2       |
| Colón             | 2013–14           | 15                  | 0                   | 2                   | —                | —                | —                | —                           | —                           | —                           | —                  | —                  | —                  | 15    | 0     | 2       |
| Colón             | Total             | 69                  | 4                   | 7                   | 2                | 0                | 0                | 4                           | 2                           | 1                           | 0                  | 0                  | 0                  | 75    | 6     | 8       |
| Flamengo          | 2014              | 25                  | 2                   | 2                   | 2                | 0                | 0                | 3                           | 0                           | 0                           | 9                  | 3                  | 1                  | 39    | 5     | 3       |
| Flamengo          | 2015              | 1                   | 0                   | 0                   | 1                | 0                | 0                | —                           | —                           | —                           | 10                 | 0                  | 0                  | 12    | 0     | 0       |
| Flamengo          | Total             | 26                  | 2                   | 2                   | 3                | 0                | 0                | 3                           | 0                           | 0                           | 19                 | 3                  | 1                  | 51    | 5     | 3       |
| Newell's Old Boys | 2015              | 13                  | 0                   | 1                   | —                | —                | —                | —                           | —                           | —                           | —                  | —                  | —                  | 13    | 0     | 1       |
| Newell's Old Boys | 2016              | 6                   | 0                   | 1                   | 0                | 0                | 0                | —                           | —                           | —                           | —                  | —                  | —                  | 6     | 0     | 1       |
| Newell's Old Boys | Total             | 19                  | 0                   | 2                   | 0                | 0                | 0                | 0                           | 0                           | 0                           | 0                  | 0                  | 0                  | 19    | 0     | 2       |
| Everton           | 2017              | 15                  | 1                   | 2                   | 2                | 1                | 0                | —                           | —                           | —                           | —                  | —                  | —                  | 17    | 2     | 2       |
| Everton           | 2018              | 12                  | 1                   | 0                   | —                | —                | —                | 2                           | 0                           | 0                           | —                  | —                  | —                  | 14    | 1     | 0       |
| Everton           | Total             | 27                  | 2                   | 2                   | 2                | 1                | 0                | 2                           | 0                           | 0                           | 0                  | 0                  | 0                  | 31    | 3     | 2       |
| Oriente Petrolero | 2019              | 44                  | 9                   | 0                   | —                | —                | —                | 2                           | 1                           | 0                           | —                  | —                  | —                  | 46    | 10    | 0       |
| Oriente Petrolero | Total             | 44                  | 9                   | 0                   | 0                | 0                | 0                | 2                           | 1                           | 0                           | 0                  | 0                  | 0                  | 46    | 10    | 0       |
| Sport             | 2020              | 23                  | 1                   | 3                   | 1                | 0                | 0                | —                           | —                           | —                           | 14                 | 1                  | 0                  | 38    | 2     | 3       |
| Sport             | Total             | 23                  | 1                   | 3                   | 1                | 0                | 0                | 2                           | 1                           | 0                           | 14                 | 1                  | 0                  | 38    | 2     | 3       |
| Gençlerbirligi    | 2020–21           | 6                   | 0                   | 0                   | 0                | 0                | 0                | 0                           | 0                           | 0                           | 0                  | 0                  | 0                  | 6     | 0     | 0       |
| Gençlerbirligi    | Total             | 6                   | 0                   | 0                   | 0                | 0                | 0                | 0                           | 0                           | 0                           | 0                  | 0                  | 0                  | 6     | 0     | 0       |
| Total na carreira | Total na carreira | 214                 | 18                  | 16                  | 8                | 1                | 0                | 13                          | 4                           | 1                           | 33                 | 4                  | 1                  | 268   | 27    | 18      |

- a. ^ Jogos da Copa Argentina, Copa do Brasil e Copa Chile
- b. ^ Jogos da Copa Sul-Americana e Copa Libertadores
- c. ^ Jogos do Campeonato Carioca, Granada Cup, Super Series, Jogos amistosos, Copa do Nordeste e Campeonato Pernambucano

|                   | Data                    | Local                                             | Resultado | Adversário             | Gols | Assist. | Competição                           |
| ----------------- | ----------------------- | ------------------------------------------------- | --------- | ---------------------- | ---- | ------- | ------------------------------------ |
| Colón             |                         |                                                   |           |                        |      |         |                                      |
| 1.                | 2 de maio de 2010       | Cementerio de Elefantes, Santa Fé, Argentina      | 0–0       | Atlético Tucumán       | 0    | 0       | Campeonato Argentino de 2009–10      |
|                   | 25 de março de 2012     | Cementerio de Elefantes, Santa Fé, Argentina      | 3–0       | Independiente          | 1    | 1       | Campeonato Argentino de 2011–12      |
|                   | 7 de maio de 2012       | Cementerio de Elefantes, Santa Fé, Argentina      | 2–0       | Belgrano               | 0    | 1       | Campeonato Argentino de 2011–12      |
|                   | 13 de maio de 2012      | Cementerio de Elefantes, Santa Fé, Argentina      | 1–1       | Tigre                  | 0    | 1       | Campeonato Argentino de 2011–12      |
|                   | 11 de junho de 2012     | Estádio Juan Domingo Perón, Avellaneda, Argentina | 1–1       | Racing Club            | 0    | 1       | Campeonato Argentino de 2011–12      |
|                   | 23 de agosto de 2012    | Cementerio de Elefantes, Santa Fé, Argentina      | 3–1       | Racing Club            | 1    | 0       | Copa Sul-Americana de 2012           |
|                   | 8 de setembro de 2012   | El Nueva Gasómetro, Buenos Aires, Argentina       | 1–2       | San Lorenzo            | 0    | 1       | Campeonato Argentino de 2012–13      |
|                   | 15 de setembro de 2012  | Monumental Victoria, Victoria, Argentina          | 2–2       | Tigre                  | 1    | 0       | Campeonato Argentino de 2012–13      |
|                   | 23 de setembro de 2012  | Cementerio de Elefantes, Santa Fé, Argentina      | 1–2       | Newell's Old Boys      | 1    | 0       | Campeonato Argentino de 2012–13      |
|                   | 27 de setembro de 2012  | Cementerio de Elefantes, Santa Fé, Argentina      | 1–2       | Cerro Porteño          | 1    | 0       | Copa Sul-Americana de 2012           |
|                   | 23 de outubro de 2012   | Estádio General Pablo Rojas, Assunção, Paraguai   | 1–2       | Cerro Porteño          | 0    | 1       | Copa Sul-Americana de 2012           |
|                   | 18 de novembro de 2012  | Cementerio de Elefantes, Santa Fé, Argentina      | 2–0       | Unión                  | 1    | 0       | Campeonato Argentino de 2012–13      |
|                   | 3 de agosto de 2013     | Cementerio de Elefantes, Santa Fé, Argentina      | 1–1       | Racing Club            | 0    | 1       | Campeonato Argentino de 2013–14      |
|                   | 1 de novembro de 2013   | Cementerio de Elefantes, Santa Fé, Argentina      | 2–2       | Newell's Old Boys      | 0    | 1       | Campeonato Argentino de 2013–14      |
| Flamengo          |                         |                                                   |           |                        |      |         |                                      |
| 76.               | 5 de fevereiro de 2014  | Moça Bonita, Rio de Janeiro, Brasil               | 5–2       | Boavista               | 0    | 1       | Campeonato Carioca de 2014           |
| 77.               | 8 de fevereiro de 2014  | Maracanã, Rio de Janeiro, Brasil                  | 0–3       | Fluminense             | 0    | 0       | Campeonato Carioca de 2014           |
| 78.               | 12 de fevereiro de 2014 | Nou Camp, León, México                            | 1–2       | León                   | 0    | 0       | Copa Libertadores da América de 2014 |
| 79.               | 16 de fevereiro de 2014 | Maracanã, Rio de Janeiro, Brasil                  | 2–1       | Vasco da Gama          | 0    | 0       | Campeonato Carioca de 2014           |
| 80.               | 22 de fevereiro de 2014 | Raulino de Oliveira, Volta Redonda, Brasil        | 3–0       | Resende                | 0    | 0       | Campeonato Carioca de 2014           |
| 81.               | 26 de fevereiro de 2014 | Maracanã, Rio de Janeiro, Brasil                  | 3–1       | Emelec                 | 0    | 0       | Copa Libertadores da América de 2014 |
| 82.               | 5 de março de 2014      | Raulino de Oliveira, Volta Redonda, Brasil        | 2–0       | Bonsucesso             | 0    | 0       | Campeonato Carioca de 2014           |
| 83.               | 19 de março de 2014     | Hernando Siles, La Paz, Bolívia                   | 0–1       | Bolívar                | 0    | 0       | Copa Libertadores da América de 2014 |
| 84.               | 23 de março de 2014     | Maracanã, Rio de Janeiro, Brasil                  | 5–3       | Cabofriense            | 1    | 0       | Campeonato Carioca de 2014           |
| 85.               | 26 de março de 2014     | Maracanã, Rio de Janeiro, Brasil                  | 3–0       | Cabofriense            | 2    | 0       | Campeonato Carioca de 2014           |
| 86.               | 29 de março de 2014     | Maracanã, Rio de Janeiro, Brasil                  | 3–1       | Cabofriense            | 0    | 0       | Campeonato Carioca de 2014           |
| 87.               | 6 de abril de 2014      | Maracanã, Rio de Janeiro, Brasil                  | 1–1       | Vasco da Gama          | 0    | 0       | Campeonato Carioca de 2014           |
| 88.               | 20 de abril de 2014     | Mané Garrincha, Brasília, Brasil                  | 0–2       | Goiás                  | 0    | 0       | Campeonato Brasileiro de 2014        |
| 89.               | 27 de abril de 2014     | Pacaembu, São Paulo, Brasil                       | 0–2       | Corinthians            | 0    | 0       | Campeonato Brasileiro de 2014        |
| 90.               | 4 de maio de 2014       | Maracanã, Rio de Janeiro, Brasil                  | 4–2       | Palmeiras              | 0    | 0       | Campeonato Brasileiro de 2014        |
| 91.               | 11 de maio de 2014      | Maracanã, Rio de Janeiro, Brasil                  | 0–2       | Fluminense             | 0    | 0       | Campeonato Brasileiro de 2014        |
| 92.               | 18 de maio de 2014      | Maracanã, Rio de Janeiro, Brasil                  | 0–2       | São Paulo              | 0    | 0       | Campeonato Brasileiro de 2014        |
| 93.               | 29 de maio de 2014      | Morumbi, São Paulo, Brasil                        | 1–1       | Figueirense            | 0    | 0       | Campeonato Brasileiro de 2014        |
| 94.               | 1 de junho de 2014      | Parque do Sabiá, Uberlândia, Brasil               | 0–3       | Cruzeiro               | 0    | 0       | Campeonato Brasileiro de 2014        |
| 95.               | 16 de julho de 2014     | Moacyrzão, Macaé, Brasil                          | 1–0       | Atlético Paranaense    | 0    | 1       | Campeonato Brasileiro de 2014        |
| 96.               | 20 de julho de 2014     | Beira Rio, Porto Alegre, Brasil                   | 0–4       | Internacional          | 0    | 0       | Campeonato Brasileiro de 2014        |
| 97.               | 27 de julho de 2014     | Maracanã, Rio de Janeiro, Brasil                  | 1–0       | Botafogo               | 0    | 0       | Campeonato Brasileiro de 2014        |
| 98.               | 3 de agosto de 2014     | Arena Condá, Chapecó, Brasil                      | 0–1       | Chapecoense            | 0    | 0       | Campeonato Brasileiro de 2014        |
| 99.               | 10 de agosto de 2014    | Maracanã, Rio de Janeiro, Brasil                  | 1–0       | Sport                  | 0    | 0       | Campeonato Brasileiro de 2014        |
| 100.              | 17 de agosto de 2014    | Couto Pereira, Curitiba, Brasil                   | 1–0       | Coritiba               | 0    | 0       | Campeonato Brasileiro de 2014        |
| 101.              | 20 de agosto de 2014    | Maracanã, Rio de Janeiro, Brasil                  | 2–1       | Atlético Mineiro       | 0    | 0       | Campeonato Brasileiro de 2014        |
| 102.              | 24 de agosto de 2014    | Heriberto Hülse, Criciúma, Brasil                 | 2–0       | Criciúma               | 1    | 0       | Campeonato Brasileiro de 2014        |
| 103.              | 27 de agosto de 2014    | Couto Pereira, Curitiba, Brasil                   | 0–3       | Coritiba               | 0    | 0       | Copa do Brasil de 2014               |
| 104.              | 31 de agosto de 2014    | Barradão, Salvador, Brasil                        | 2–1       | Vitória                | 0    | 0       | Campeonato Brasileiro de 2014        |
| 105.              | 6 de setembro de 2014   | Maracanã, Rio de Janeiro, Brasil                  | 0–1       | Grêmio                 | 0    | 0       | Campeonato Brasileiro de 2014        |
| 106.              | 10 de setembro de 2014  | Arena Pantanal, Cuiabá, Brasil                    | 0–1       | Goiás                  | 0    | 0       | Campeonato Brasileiro de 2014        |
| 107.              | 21 de setembro de 2014  | Maracanã, Rio de Janeiro, Brasil                  | 1–1       | Fluminense             | 0    | 0       | Campeonato Brasileiro de 2014        |
| 108.              | 1 de outubro de 2014    | Arena das Dunas, Natal, Brasil                    | 1–0       | América                | 0    | 0       | Copa do Brasil de 2014               |
| 109.              | 25 de outubro de 2014   | Vivaldo Lima, Manaus, Brasil                      | 1–2       | Botafogo               | 0    | 0       | Campeonato Brasileiro de 2014        |
| 110.              | 16 de novembro de 2014  | Maracanã, Rio de Janeiro, Brasil                  | 3–2       | Coritiba               | 1    | 0       | Campeonato Brasileiro de 2014        |
| 111.              | 19 de novembro de 2014  | Independência, Belo Horizonte, Brasil             | 0–4       | Atlético Mineiro       | 0    | 0       | Campeonato Brasileiro de 2014        |
| 112.              | 23 de novembro de 2014  | Castelão, São Luís, Brasil                        | 1–1       | Criciúma               | 0    | 0       | Campeonato Brasileiro de 2014        |
| 113.              | 29 de novembro de 2014  | Vivaldo Lima, Manaus, Brasil                      | 4–0       | Vitória                | 0    | 1       | Campeonato Brasileiro de 2014        |
| 114.              | 7 de dezembro de 2014   | Arena do Grêmio, Porto Alegre, Brasil             | 1–1       | Grêmio                 | 0    | 0       | Campeonato Brasileiro de 2014        |
| 115.              | 18 de janeiro de 2015   | Mané Garrincha, Brasília, Brasil                  | 0–0       | Shakhtar Donetsk       | 0    | 0       | Granada Cup                          |
| 116.              | 21 de janeiro de 2015   | Vivaldo Lima, Manaus, Brasil                      | 1–0       | Vasco da Gama          | 0    | 0       | Super Series                         |
| 117.              | 25 de janeiro de 2015   | Vivaldo Lima, Manaus, Brasil                      | 1–0       | São Paulo              | 0    | 0       | Super Series                         |
| 118.              | 4 de fevereiro de 2015  | Maracanã, Rio de Janeiro, Brasil                  | 4–0       | Barra Mansa            | 0    | 0       | Campeonato Carioca de 2015           |
| 119.              | 4 de março de 2015      | Maracanã, Rio de Janeiro, Brasil                  | 2–0       | Nacional               | 0    | 0       | Amistoso                             |
| 120.              | 7 de março de 2015      | Nilton Santos, Rio de Janeiro, Brasil             | 2–0       | Friburguense           | 0    | 0       | Campeonato Carioca de 2015           |
| 121.              | 11 de março de 2015     | Maracanã, Rio de Janeiro, Brasil                  | 2–1       | Volta Redonda          | 0    | 0       | Campeonato Carioca de 2015           |
| 122.              | 5 de abril de 2015      | Maracanã, Rio de Janeiro, Brasil                  | 3–0       | Fluminense             | 0    | 0       | Campeonato Carioca de 2015           |
| 123.              | 8 de abril de 2015      | Moacyrzão, Macaé, Brasil                          | 0–0       | Nova Iguaçu            | 0    | 0       | Campeonato Carioca de 2015           |
| 124.              | 22 de abril de 2015     | Salgueirão, Salgueiro, Brasil                     | 2–0       | Salgueiro              | 0    | 0       | Copa do Brasil de 2015               |
| 125.              | 2 de maio de 2015       | Romeirão, Juazeiro do Norte, Brasil               | 1–0       | Icasa                  | 0    | 0       | Amistoso                             |
| 126.              | 10 de maio de 2015      | Morumbi, São Paulo, Brasil                        | 2–2       | São Paulo              | 0    | 0       | Campeonato Brasileiro de 2015        |
| Newell's Old Boys |                         |                                                   |           |                        |      |         |                                      |
| 133.              | 19 de setembro de 2015  | Estádio Marcelo Bielsa, Rosário, Argentina        | 1–0       | San Martín de San Juan | 0    | 1       | Campeonato Argentino de 2015         |
| 141.              | 17 de fevereiro de 2016 | Estádio Marcelo Bielsa, Rosário, Argentina        | 5–0       | Racing Club            | 0    | 1       | Campeonato Argentino de 2016         |

### Seleção Argentina
Abaixo estão listados todos e jogos e gols do futebolista pela Seleção Argentina, desde as categorias de base. Abaixo da tabela, clique em expandir para ver a lista detalhada dos jogos de acordo com a categoria selecionada.
Sub-17
| Ano   |       |      |         |       |
| Ano   | Jogos | Gols | Assist. | Média |
| ----- | ----- | ---- | ------- | ----- |
| 2008  | 2     | 1    | 0       | 0,5   |
| Total | 2     | 1    | 0       | 0,5   |

Sub-20
| Ano   |       |      |         |       |
| Ano   | Jogos | Gols | Assist. | Média |
| ----- | ----- | ---- | ------- | ----- |
| 2010  | 1     | 1    | 0       | 1     |
| Total | 1     | 1    | 0       | 1     |

Seleção principal
| Ano   |       |      |         |       |
| Ano   | Jogos | Gols | Assist. | Média |
| ----- | ----- | ---- | ------- | ----- |
| 2012  | 0     | 0    | 0       | 0     |
| Total | 0     | 0    | 0       | 0     |

Seleção Argentina (total)
| Ano   |       |      |         |       |
| Ano   | Jogos | Gols | Assist. | Média |
| ----- | ----- | ---- | ------- | ----- |
| 2008  | 2     | 1    | 0       | 0,5   |
| 2010  | 1     | 1    | 0       | 1     |
| 2012  | 0     | 0    | 0       | 0     |
| Total | 3     | 2    | 0       | 0,66  |

## Títulos
Flamengo
- Campeonato Carioca: 2014
- Taça Guanabara: 2014
- Torneio Super Clássicos: 2014, 2015
- Torneio Super Series: 2015

Bahia
- Campeonato Baiano: 2023

Ceará
- Campeonato Cearense: 2024, 2025[35]